# Saturnino (novela)
Saturnino (1942) es una novela humorística del escritor checo Zdeněk Jirotka. Sus personajes principales son el narrador, el criado, Saturnino, la tía Catalina, su hijo Milouš, la hermosa señorita Bárbara, el tío František, el doctor Vlach y el abuelo del narrador. Es la novela de éxito más grande del autor, que destaca sobre el resto de sus obras. Según los críticos literarios, Jirotka fue inspirado por la literatura inglesa, entre otros por la obra de Jerome K. Jerome y por las novelas y las historias del escritor inglés P. G. Wodehouse, cuyo protagonista principal es el criado Jeeves.
El libro fue traducido al inglés, alemán, español, italiano y letón.
En año 2009 ganó la encuesta de los lectores Kniha mého srdce (El libro de mi corazón).
En año 1994 fue rodada por director Jiří Věrčák la película Saturnino, basada en el libro. Luego, la película fue también convertida en una serie de televisión de cuatro episodios.

## Argumento
El argumento tiene lugar en Praga y en el campo cerca de un pequeño pueblo. La época del argumento no está indicada.
El narrador, funcionario praguense que vive una vida tranquila, contrata a un criado, Saturnino. Todavía no sabe que en los próximos días Saturnino le cambiará la vida radicalmente. El criado es muy trabajador, tiene maneras buenísimas y es letrado también. Sin embargo, empieza a extender chismes entre los relativos y amigos del narrador sobre las aventuras en safari de su señor y llena su apartamento con trofeos prestados en una utilería de caza. Pocos días después, el narrador vuelve del trabajo a su apartamento y se entera de que ha sido mudado a una casa flotante. Saturnino le explica que el apartamento ya no era suficiente para ellos y que el barco es simplemente mejor. El narrador sigue siendo pasivo y empieza a acostumbrarse a que con su nuevo criado va a experimentar muchas cosas raras. 
Un día llega al barco, sin estar invitada, la molesta tía Catalina, con una explicación de que su hijo Milouš necesita estar al aire libre por su enfermedad, y con descaro expulsa al narrador de su cabina. Saturnino compra las máscaras del diablo y San Nicolás y le explica a la tía que en el barco hay ratones que durante las noches corren por las caras de personas. La tía se asusta y malhumorada se va rápidamente.
La mayor parte del argumento tiene lugar en la casa de campo del abuelo del narrador donde la mayoría de los personajes del libro pasa las vacaciones por tres semanas. Durante la primera semana no pasan muchas cosas interesantes; el narrador espera la llegada de la bellísima señorita Bárbara. La conoce del club de tenis, donde desafortunadamente no la ha impresionado mucho. Otro invitado es el doctor Vlach, un amigo familiar. También llega otra vez tía Catalina con Milouš y durante todo el tiempo molesta a todos. Saturnino se hace amigo del abuelo y le enseña jiu-jitsu. Eso, desafortunadamente, no va muy bien, como después de una pelea rápida con el abuelo, el narrador sufre una lesión de tobillo y tiene que irse al hospital. Del hospital le lleva señorita Bárbara.
El río que separa la casa del abuelo con el resto del mundo se desborda y se lleva por delante el puente, la única conexión con el pueblo cercano. Además se quedan sin luz, así que experimentan una pequeña aventura. Llevan días contándose historias, dando paseos y descansando. El narrador se acerca a la señorita Bárbara, pero está irritado por el comportamiento del adolescente Milouš que aún quería apostarse con él quién „se la liga primero“. El narrador entonces se pone de acuerdo con Saturnino sobre una „guerra escondida“ contra Milouš. A Milouš después le pasan accidentes ocasionales causados por Saturnino que destruyen su imagen de ídolo de las mujeres.
Como la comida de la casa se agota, la compañía decide ir andando a la cabaña del doctor Vlach para descansar y después bordear el nacimiento del río y entrar al pueblo. El viaje es agradable y otra vez ocurren varias cosas divertidas. Sin embargo, el abuelo se lesiona durante el viaje así que tienen que pasar la noche bajo el cielo abierto. Después llegan al lugar donde se encontraba el puente derribado. Fue para ellos una sorpresa encontrarse el puente reconstruido por un arquitecto del pueblo. Su aventura, por lo tanto, era vana.
Después de volver a la casa, la tía Catalina empieza a atender al abuelo, a quien le duele la espalda. No deja a nadie ver al abuelo, incluso al doctor Vlach. El abuelo ya está tan irritado por los ataques histéricos, amenazas, ruegos y obligaciones de la tía Catalina, que empieza a simular que se ha vuelto loco. Con eso consigue a librarse de ella. Sin embargo, la tía insiste en que el abuelo está completamente sano mentalmente tras su esfuerzo grandísimo. El abuelo después escribe un testamento falso en el que dedica todo su dinero a beneficencias. Al descubrir esto, la tía Catalina dice que el abuelo se ha vuelto loco y le va a juzgar. Después se marcha de la casa y podemos ver que lo único que la interesa es el dinero del abuelo. Luego descubrimos que ese truco fue una idea inteligente de Saturnino.
Por fin, todos se vuelven a sus casas y sus vidas ordinarias. El narrador invita a la señorita Bárbara a una cita. Saturnino le manda una carta diciéndole que el barco en realidad fue suyo y que le encantaría que su señor siguiera viviendo allí. El abuelo y Saturnino abren una oficina para corregir las iniquidades de las novelas y en el nombre de la razón empiezan a reescribir escenas clichés de las obras literarias de una manera más realista. La tía Catalina se casa con un hombre rico.

## Personajes
- Saturnino – Criado del narrador.
- Narrador (en la novela no nombrado, en la película llamado Jiří Oulický) – Un burgués típico, lo más importante para él es tener una buena reputación enfrente de otras personas.
- Tía Catalina – Personaje negativo del libro, es codiciosa y nada la puede parar en su esfuerzo de conseguir el dinero del abuelo. Anda „dando saltitos“ y su comportamiento es grotesco, incluso embarazoso. Siempre dice refranes aunque a veces ni ella misma los entiende y cambia de carácter y humor según su necesidad.
- Abuelo – Un anciano rico, a quien le gusta juguetear con sus relativos que solo quieren obtener su dinero, personaje típica de obras satíricas. Es amable y le fascina la electricidad.
- Señorita Bárbara Terebová – Una mujer amable, enérgica y moderna.
- Doctor Vlach – Un hombre con sentido del humor un poco brusco, siempre inventa nuevas teorías sobre el comportamiento de personas.
- Milouš – Un grosero y ñiquiñaque, hijo de tía Catalina.
- Tío František – Marido de tía Catalina y padre de Milouš, dueño de una pequeña fábrica de detergentes. En el libro ya está muerto. Su sueño era crear un jabón perfecto aunque no tenía una educación química o científica. Por eso, los accidentes y explosiones eran muy comunes en su fábrica. Después de su fallecimiento, la tía Catalina arruinó la empresa en tiempo récord.